# Lindstrøm (musicista)
Lindstrøm, pseudonimo di Hans-Peter Lindstrøm (Stavanger, 16 febbraio 1973), è un musicista e disc jockey norvegese.
Considerato uno dei "leader" della space disco contemporanea assieme a Prins Thomas, con cui ha collaborato in varie occasioni, Lindstrøm ha riletto i canoni della disco music europea e italiana di fine anni settanta trovando un collegamento fra il krautrock dei Tangerine Dream e Manuel Göttsching e il minimalismo di Steve Reich. Nonostante queste premesse, l'artista ha insistito di aver avuto un background rock e di essersi avvicinato alla disco music solo per curiosità.

## Biografia
Lindstrøm ha fondato l'etichetta personale Feedelity nel 2002 prima di pubblicare diversi singoli ed EP fra cui I Feel Space (2005) e Another Station (2006), che gli hanno valso l'apprezzamento di molti disc jockey di tutto il mondo. Nel 2005 ha collaborato con Prins Thomas in Lindstrøm & Prins Thomas, ispirato allo smooth jazz, per poi giungere al suo album di debutto It's a Feedelity Affair (2006), che raccoglie i primi singoli. L'album successivo di Lindstrøm è Reinterpretations (2007), che ha visto nuovamente la partecipazione di Prins Thomas e in qualche modo segnato dall'influenza dei Can. Il suo primo vero album in studio solista è però Where You Go I Go Too (2008), meno ballabile rispetto ai singoli degli esordi e pieno di spunti krautrock e techno. L'album contiene soltanto tre lunghe tracce, fra cui la title track, di quasi mezz'ora di durata e che cita Supernature di Cerrone. Considerato il capolavoro dell'artista, Where You Go I Go Too ha ricevuto il plauso degli specialisti musicali. Ad esso è seguito Real Life Is No Cool (2009), una collaborazione fra Lindstrøm e Christabelle che ha avvicinato l'artista norvegese al formato canzone e alla musica pop. Dopo lo sperimentale Six Cups of Rebel (2012), Lindstrøm ha composto Runddans (2015), una collaborazione con Todd Rundgren ed Emil Nikolaisen dei Serena-Maneesh. L'artista è tornato alla formula ballabile delle origini con l'EP Windings (2016).

## Discografia parziale

### Album in studio

#### Da solista
- 2008 – Where You Go I Go Too
- 2012 – Six Cups of Rebel
- 2012 – Smalhans
- 2017 – It's Alright Between Us As It Is

#### Collaborazioni
- 2005 – Lindstrøm & Prins Thomas (con Prins Thomas)
- 2007 – Reinterpretations (con Prins Thomas)
- 2009 – II (con Prins Thomas)
- 2009 – Real Life Is No Cool (con Christabelle)
- 2015 – Runddans (con Todd Rundgren ed Emil Nikolaisen)

### Extended play e singoli
- 2003 – Untitled EP
- 2003 – Music (In My Mind)
- 2004 – There's a Drink in my Bedroom and I Need a Hot Lady
- 2004 – Lindstrøm Presents: Plague the Kid
- 2004 – Further into the Future EP (con Prins Thomas)
- 2004 – Alien in My Pocket (con Lindbæk)
- 2005 – Violent Group
- 2005 – I Feel Space
- 2006 – Another Station
- 2007 – Nummer Fire EP (con Prins Thomas)
- 2016 – Windings

### Raccolte
- 2006 – It's a Feedelity Affair